# Patrice Martinez
Patrice Martinez (Albuquerque, Nuevo México, 12 de junio de 1963-Burbank, California, 24 de diciembre de 2018) fue una actriz estadounidense. Es conocida por sus papeles de Carmen en la película de Three Amigos, Miss Argentina en Beetlejuice, y protagonizó la serie de los 90 Zorro.

## Biografía
Martinez nació en Albuquerque. Cuando era niña, actuó en obras locales. Comenzó su carrera en la gran pantalla como extra en el film Convoy, dirigida por Sam Peckinpah. Después de graduarse en el instituto, se trasladó de Albuquerque a Londres para estudiar en la Real Academia de Arte Dramático.
Volvió a los Estados Unidos para trasladarse a Los Ángeles, California, donde consiguió su primer papel con A Walk on the Moon. Tuvo un papel protagonista en ¡Tres Amigos! (Three Amigos) en 1986, y posteriormente apareció en algunos episodios de Magnum, P.I. como Linda Lee Ellison. Después de esto, hizo el papel de Victoria Escalante en Zorro y apareció en papeles como Beetlejuice, The Effects of Magic, y Vital Signs.
Martínez tiene dos hermanas, Benita Andre, que se parece a ella pero es dos años menor, y María Abre. Benita también participó en "Tres amigos".
De 1987 hasta 1992, Martinez estuvo casada con el director y productor Daniel Camhi, y apareció como "Patrice Camhi" en las primeras dos temporadas de Zorro. 
Martinez falleció el 24 de diciembre de 2018 en su casa en Burbank (California), después de una larga enfermedad.

## Filmografía
| Año       | Título en español         | Título original           | Personaje                     | Nota          |
| --------- | ------------------------- | ------------------------- | ----------------------------- | ------------- |
| 1978      | Convoy                    | Convoy                    | Maria                         |               |
| 1986      | Miami Vice                | Miami Vice                | Maria Escobar                 | 1 episodio    |
| 1986      | ¡Tres Amigos!             | Three Amigos              | Carmen                        |               |
| 1987      | A Walk on the Moon        | A Walk on the Moon        | India                         |               |
| 1987      | Gunsmoke: Return to Dodge | Gunsmoke: Return to Dodge | Bright Water                  |               |
| 1987-1988 | Magnum, P.I.              | Magnum, P.I.              | Linda Lee Ellison             | 3 episodios   |
| 1988      | Beetlejuice               | Beetlejuice               | Miss Argentina, Recepcionista |               |
| 1988      | Un par de seductores      | Dirty Rotten Scoundrels   | Chica en el tren              | sin acreditar |
| 1990–1993 | Zorro                     | Zorro                     | Victoria Escalante            |               |
| 1994      | Phantom 2040              | Phantom 2040              | Esteban Aguilar               | Voz           |
| 1998      | Winnetous Rückkehr        | Winnetous Rückkehr        | Kish-Kao-Ko                   |               |
| 1998      | The Effects of Magic      | The Effects of Magic      | Beatrice                      |               |
| 1999      | Air America               | Air America               | Mandy                         | 1 episodio    |